# الكسندر مكدونالد
الكسندر مكدونالد (بالإنجليزية: Alexander McDonald)‏ هو سياسي أسترالي وبريطاني (وحمل سابقاً جنسية المملكة المتحدة لبريطانيا العظمى وأيرلندا)، ولد في 6 فبراير 1849، وتوفي في 10 أبريل 1922. انتخب عضو مجلس النواب جنوب أستراليا من الجمعية عن دائرة Electoral district of Alexandra ‏ وقد انضم خلال فترته النيابية (3 مايو 1902 – 17 مايو 1915)  للكتلة البرلمانية National Defence League (Australia) ‏ وانتخب عضو مجلس النواب جنوب أستراليا من الجمعية عن دائرة Electoral district of Noarlunga ‏ وقد انضم خلال فترته النيابية (19 مارس 1887 – 2 مايو 1902)  للكتلة البرلمانية National Defence League (Australia) ‏.